# 大距堇菜
大距堇菜（学名：Viola macroceras）是堇菜科堇菜属的植物。分布在俄罗斯、中亚以及中国大陆的新疆等地，多生于山谷路边，目前尚未由人工引种栽培。